# Baranów Sandomierski
Baranów Sandomierski (v ukrajinštině Бара́нів-Сандоми́рський) je město v jihovýchodním Polsku v Podkarpatském vojvodství v okrese Tarnobřeh. Městem protéká řeka Wisla a její pravostranný přítok Babulówka. V roce 2024 zde žilo 1 395 obyvatel.

## Název
Název města s největší pravděpodobností pochází z chovu ovcí. Jméno Baranów pochází podle pověsti z přezdívky nájemníka nedaleké vesnice. Dlouhou dobu se město jmenovalo pouze Baranów. V pozdním středověku a raném novověku se město jmenovalo Baranów na Wisle. Během rozdělení, bylo město obyčejně známo jako Baranów Galicyński (kvůli skutečnosti, že to bylo lokalizováno v Haličsko-vladiměřském království). Současný název města je Baranów Sandomierski (z nedalekého města Sandomierz); a byl městu dán v meziválečném období. 

## Historie

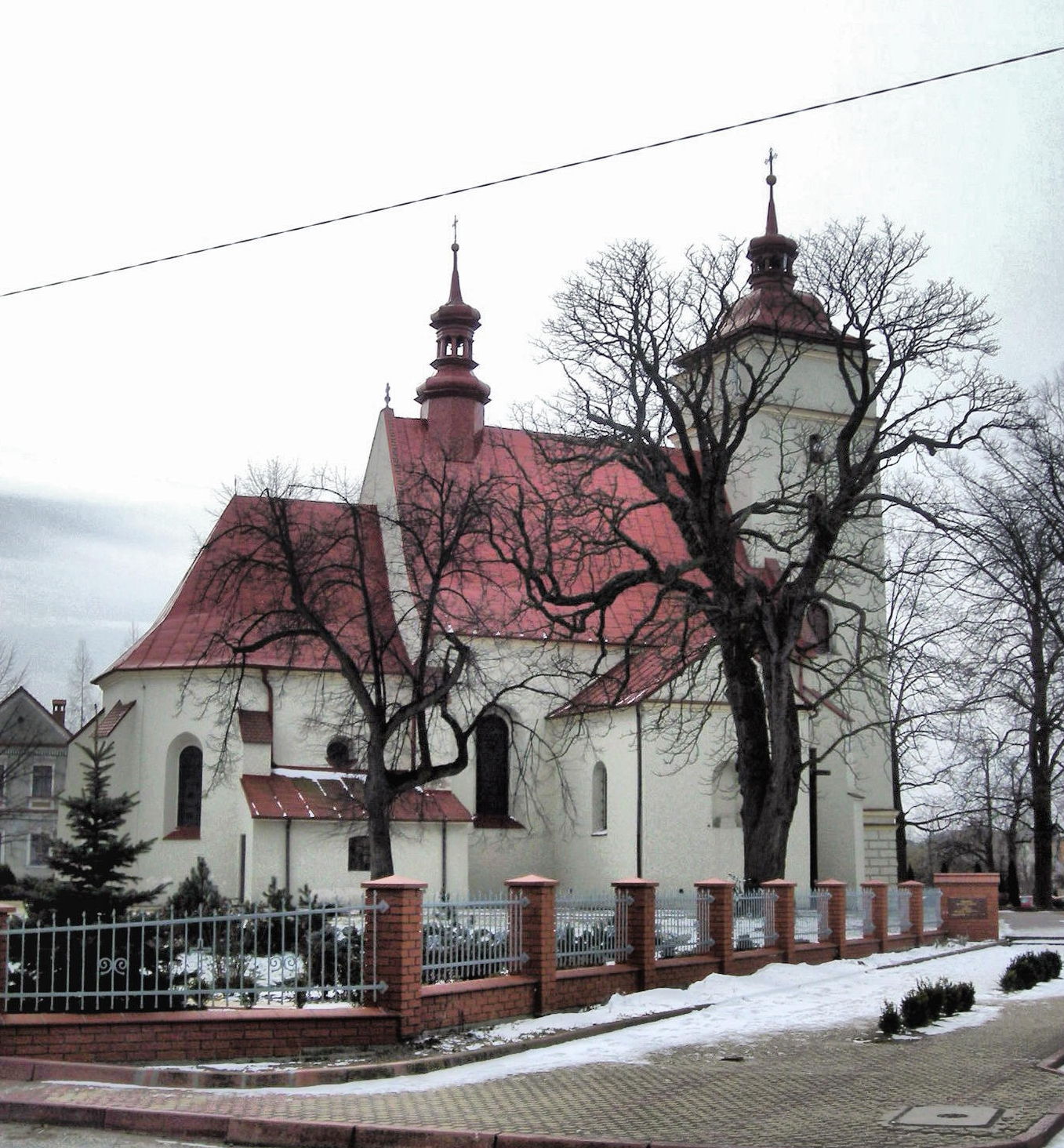
Farní kostel Stětí sv. Jana Křtitele, bývalý kalvínský kostel

První zmínka o osadě zvané Baranów pochází z roku 1135. Město obdrželo městská práva v roce 1354 od krále Kazimíra Velikého. Sám vládce ji navštívil dvakrát. Město se v té době rozvíjelo díky obchodu s obilím. V roce 1376 bylo město zpustošeno během loupeživých výprav Kęstuta Gedyminowicze, velkokníže Litvy. Koncem 16. století se ve městě začala rozvíjet řemesla, zejména soukenictví, kožešnictví a obuvnictví. V období od 16. století do roku 1655 byl Baranów jedním z hlavních center kalvinismu v Malopolsku. V roce 1628 ve městě byla založena tiskárna, v jejímž čele stál do roku 1635 Jędrzej Piotrowczyk; sama fungovala až do roku 1648. Během švédské invaze do Polska v roce 1656 se u města odehrála bitva mezi švédskou armádou vedenou Charlesem Gustavem a armádou Polsko-litevského společenství vedenou Pawlem Sapiehou. V 18. století se Baranów jako součást panství Lubomirski specializoval na produkci ovsa. Během galicijského plenění v okolí existovala místní linie rozdělující Halič na zónu zapojenou do plenění a zónu do ní nezahrnutá - východně od Baranówa (směrem na Tarnobrzeg) obyvatelstvo zůstalo klidné a většinou se nezapojovalo do plenění, na druhou stranu západ od Baranowa ovládaly gangy zapojené do rabování, v té době dokonce někteří z místních sedláků bránili místní hrad. V 19. století byly v Baranówě zaznamenány čtyři povodně na řece Visle (v letech 1813, 1839, 1849 a 1892). 
V 19. století byla ve městě založena židovská škola. 24. srpna 1898 zde vypukl požár, v jehož důsledku shořela většina tržiště obývaného Židy. Baranów Sandomierski v této době přestal být městem na osmatřicet let, od roku 1896 do roku 1934. Od roku 1840 zastávali úřad rabína v Baranowě zástupci baranovské chasidské dynastie založené Israelem Horowicem. Během první světové války ve městě fungovaly struktury Polské vojenské organizace.
V červnu 1942 zřídili Němci v Baranówě ghetto pro židovské obyvatelstvo, kde skončilo na 2000 lidí z Baranowa, Tarnobrzegu a blízkých měst. V červenci téhož roku bylo však ghetto zlikvidováno. Obyvatelé byli přesídleni do ghetta v Dębici a 60 lidí bylo zastřeleno. Za okupace sídlila na zámku Německá poručnická rada. 30. července 1944 město osvobodila vojska 13. armády 1. ukrajinské fronty. Po válce byl na tržišti postaven Památník vděčnosti Rudé armádě.
Po válce, v roce 1944, byla v Polsku provedena zemědělská reforma, v jejímž důsledku převzal zámek i pozemky stát. Záhy bylo město elektrifikováno a na konci 20. století proběhla ve městě plynofikace, výstavba telefonní sítě a výstavba vodovodů. V roce 2021 bylo ve městě otevřeno Muzeum polského rozhlasového divadla.

## Doprava
Baranów Sandomierski se nachází zhruba 13 kilometrů jižně od Tarnobrzegu, s nímž je město spojeno silnicí II.třídy č. 985, která následně jižně pokračuje k městu Mielec. V centru města se na tuto silnici napojuje další silnice II.třídy s číslem 872, směřující pod město Nowa Dęba. Město má vlastní autobusovou stanici, odkud odjíždí regionální linkové spoje, za účelem spojení města zejména s Tarnobrzegem.
Nedaleko města se protínají dvě železniční tratě, z nichž na té směřující z Tarnówa dále na sever má město vlastní nádraží. Z centra města je vzdálena přibližně tři kilometry. 

## Památky

### Hrad
V Baranówě se nachází pozdně renesanční zámek, kterému se též říká Malý Wawel. Sídlo rodu Leszczyńských bylo postaveno podle návrhu Santi Gucciho v letech 1591–1606. Byl postaven na základech dříve existující pevnosti.
Některé místnosti jsou otevřeny návštěvníkům, ve sklepích je stálá muzejní expozice. Obdivovat lze největší evropskou kánoi vyřezanou z kmene stromu, výstavu fotografií a výstavu porcelánu. V podzemí se nachází také rytířská zbrojnice. Zámecké nádvoří obklopují dvoupatrové ambity, na sloupech ambitů jsou chrliče. Zámek má mnoho polychromií zobrazujících šlechtické erby. 

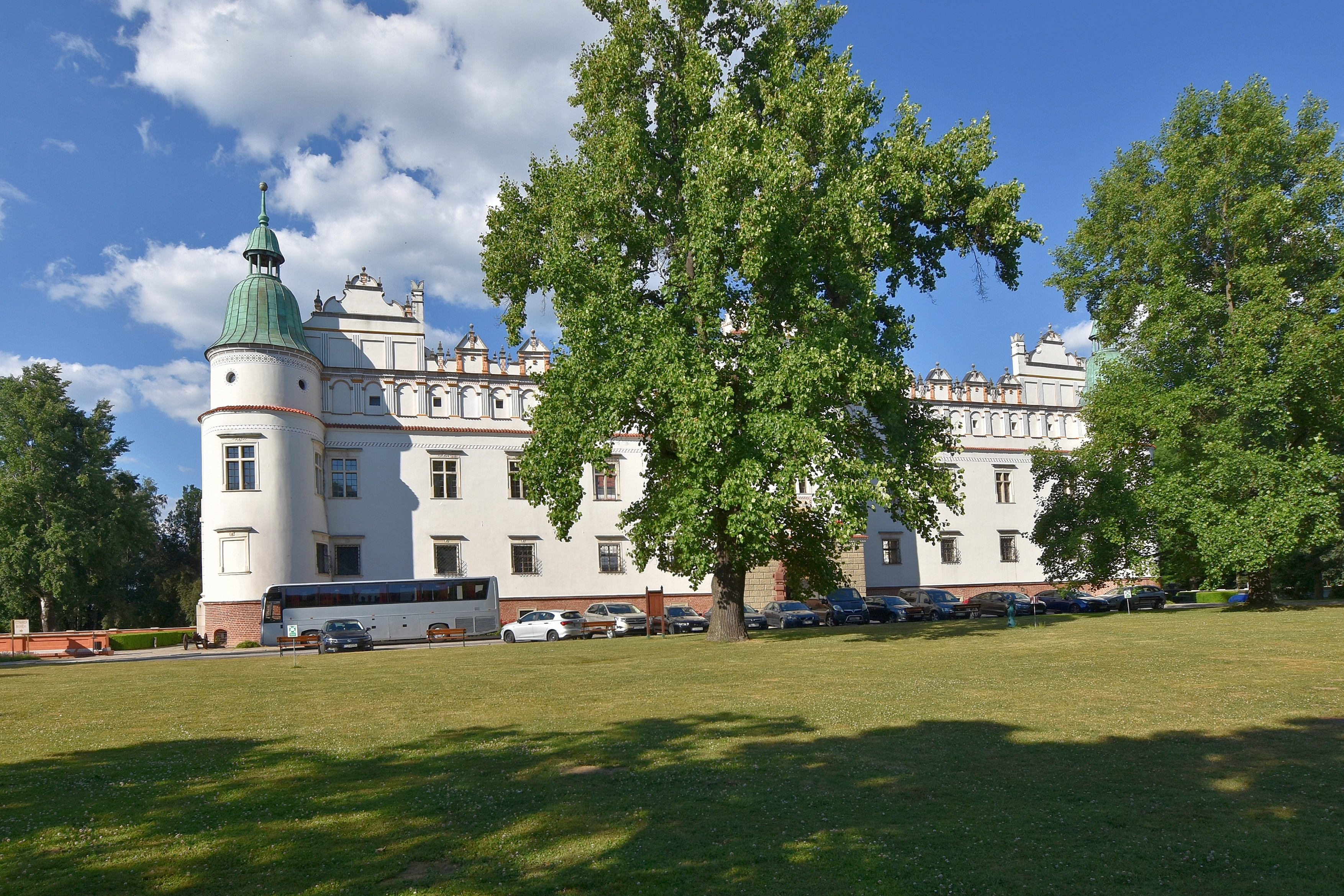
Pohled na hrad od oranžérie

Zámek je obklopen 16hektarovým parkem - zahrada v anglickém stylu, vlevo od hlavního vchodu zahrada v italském a francouzském stylu. V zámecké zahradě jsou dvě přírodní památky - javor klen zasazený v roce 1901 a liliovník tulipánokvětý vysazený v roce 1897. V parku se nachází oranžerie se stravovacím zařízením, kde jsou zpřístupněny dočasné výstavy.

### Kostel

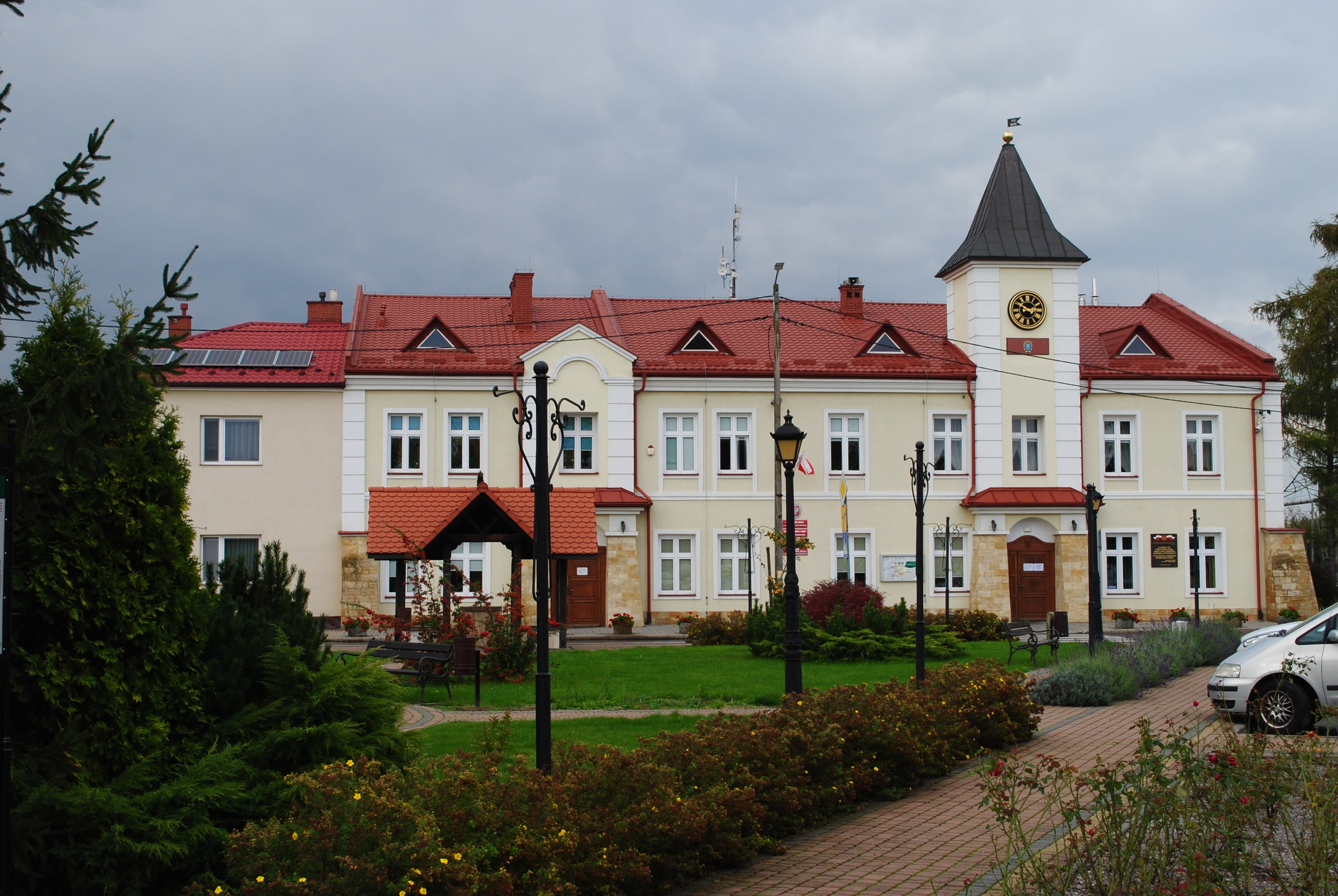
Městská radnice

Další památkou města je pozdně renesanční kostel Stětí sv. Jana Křtitele z let 1604-1607, postavený na místě bývalého dřevěného kostela. Původně byl postaven jako kalvínský kostel; kalvínům sloužil až do roku 1655. Kostel byl rozšířen v 19. století. Uvnitř kostela jsou secesní polychromie, antické obrazy a oltáře i pozdně barokní plastiky světců. Ve zvonici jsou tři zvony, pocházející z let 1608, 1696 a 1946.

### Uspořádání města
Baranów je v tomto ohledu příkladem uspořádání typického středověkého města. Dispozice je založena na šachovnicovém půdorysu, jeho střed tvoří obdélníkové tržiště, dříve obklopené převážně jednopatrovými dřevěnicemi. V zadní části této budovy byly zadní uličky. Na trhu se obchodovalo během týdenních veletrhů a veletrhů pořádaných 1. listopadu. Urbanistické uspořádání bylo plánováno za vlády krále Kazimíra Velikého.

## Sport
Ve městě působí Městská sportovní akademie, která provozuje sportovní oddíly fotbalu, kanoistiky a atletiky. 
Městem vedly trasy závodu "Solidarita a olympionici" (v roce 2022 a 2019, v roce 2019 byla ve městě jen plachtařská etapa) a závodu karpatských kurýrů pro amatéry (v letech 2021 a 2022 proběhl zároveň start a cíl). V minulosti byl ve městě v provozu seniorský fotbalový klub Wisła Baranów Sandomierski. Na ulici Mickiewicza se nachází atletický a fotbalový stadion zpřístupněný veřejnosti.

## Partnerská města
Partnerská města má Baranów pouze v rámci polských měst, mezi která patří:
- Iwonicz-Zdrój, Polsko
- Lubaczów, Polsko
- Leżajsk, Polsko
- Sedziszow Malopolski, Polsko
- Leško, Polsko